# 清史 (中华人民共和国)
| 中國二十四史 | 中國二十四史   | 中國二十四史 | 中國二十四史 | 中國二十四史 |
| 次序         | 書名           | 作者         | 作者         |              |
| 次序         | 書名           | 姓名         | 時代         |              |
| ------------ | -------------- | ------------ | ------------ | ------------ |
| 1            | 史记           | 司馬遷       | 西漢         |              |
| 2            | 汉书           | 班固         | 東漢         |              |
| 3            | 后汉书         | 范曄         | 劉宋         |              |
| 4            | 三國志         | 陈寿         | 西晋         |              |
| 5            | 晋书           | 房玄龄等     | 唐           |              |
| 6            | 宋书           | 沈约         | 蕭梁         |              |
| 7            | 南齐书         | 萧子显       | 蕭梁         |              |
| 8            | 梁书           | 姚思廉       | 唐           |              |
| 9            | 陈书           | 姚思廉       | 唐           |              |
| 10           | 魏书           | 魏收         | 北齐         |              |
| 11           | 北齐书         | 李百药       | 唐           |              |
| 12           | 周书           | 令狐德棻等   | 唐           |              |
| 13           | 南史           | 李延寿       | 唐           |              |
| 14           | 北史           | 李延寿       | 唐           |              |
| 15           | 隋书           | 魏徵等       | 唐           |              |
| 16           | 旧唐书         | 刘昫等       | 后晋         |              |
| 17           | 新唐书         | 欧阳修等     | 北宋         |              |
| 18           | 旧五代史       | 薛居正等     | 北宋         |              |
| 19           | 新五代史       | 欧阳修       | 北宋         |              |
| 20           | 宋史           | 脱脱等       | 元           |              |
| 21           | 辽史           | 脱脱等       | 元           |              |
| 22           | 金史           | 脱脱等       | 元           |              |
| 23           | 元史           | 宋濂等       | 明           |              |
| 24           | 明史           | 张廷玉等     | 清           |              |
| 相關         | 東觀漢記       | 劉珍等       | 東漢         |              |
| 相關         | 新元史         | 柯劭忞       | 民國         |              |
| 相關         | 清史稿         | 趙爾巽等     | 民國         |              |
| 相關         | 點校本二十四史 | 顧頡剛等     | 共和國       |              |

《清史》是中华人民共和国中央人民政府于2002年决定编修的记载清朝历史的大型史书，由国家清史编纂委员会主持编写。

## 历史
中国历史上一直有易代修史的传统。辛亥革命后北洋政府清史馆曾花十余年时间编修《清史稿》，不过该书是未定稿，也因讹误较多而遭到了很多批评。中华人民共和国成立之后，董必武就曾向中央提出重新编修清史的建议，但因当时没有足够条件而未能正式开展。1959年，周恩来委托时任北京市副市长吴晗制定清史编纂方案，也因当时大躍進、大饑荒爆發而被叫停。1963年，毛泽东又邀请范文澜等历史学家讨论清史纂修问题。1965年中央终于决定要求中宣部编修清史，中宣部召开部长会议决定在成立由郭影秋、尹达、关山复、刘大年、佟冬、刘导生、戴逸七人组成的清史编纂委员会，并筹备在中国人民大学成立清史研究所。不过修纂工作很快因文化大革命爆发而搁浅。文革结束后，邓小平曾向中国社会科学院转发一封建议修清史的来信，但再次因为种种原因而被搁置。
2001年，戴逸、李文海等历史学家再度呼吁国家编修清史。2002年8月，中共中央、国务院终于作出决定，正式启动清史纂修工程。同年12月，国家清史编纂委员会正式成立，由戴逸出任编纂委员会主任。至2012年年底，全书已有95%的稿件到位。2016年1月1日，《人民日报》海外版发布消息称，全书初稿已经完成，正在进行后期的审改整合。2019年3月，中国文旅部清史纂修与研究中心通报，《清史》送审稿已于2018年11月报送上级部门，并且预计通读工作将用时半年，至2019年6月底结束。
2023年11月，据张泰苏透露，尽管项目中众多学者长期反对新清史，该项目稿件因“受國外新清史影響過大”未通过政审。他稱這是莫須有的罪名。据《华尔街日报》报道，超過2000人參與編纂了《清史》，其送审版共103卷，3200萬字，約130位專家審讀並撰寫了130萬字的報告，意见包括过于强调西方列强对清朝改革的影响，不夠突出清朝是大一统国家。但文化和旅游部清史纂修与研究中心2024年部门预算中仍有“完成通纪、典志、传记、史表、图录及重点书稿修订工作”一项。

## 体例
2002年清史编纂委员会成立之后开始了新《清史》体裁体例的研究工作，到2004年为止大体确定了全书的总体框架。新《清史》由通纪、典志、传记、史表、图录五大部分组成，共92卷、3000余万字。全书采用将《二十四史》经典体例与目前国际通用的章节体相结合的“新综合”体进行编写，其中通纪部分采用章节体，其余部分采用传统体例。
《通纪》是全书的核心，分清建立、入关、康熙之治、雍正改革、乾隆统一中国、清朝中衰、外国侵略和农民战争、清自强运动、最后衰亡等各卷，描述清朝300年的盛衰史。《典志》描述清朝典章制度及社会生活的各方面，具体包括天文历法、地理、人口、民族、法律、农业、手工业、商业、外贸、交通、财政、学术、西学、诗文小说、戏曲书画等。《传记》部分分为22卷，包括清朝3000余位不同阶级、领域的代表人物的传记。《史表》包括“三十一表”（实际包含35种表），在《清史稿》14种表（除《外戚表》）以外，又新设21种表。《图录》则是《清史》的重要创新之一，分舆地、生产、商贸外贸、军事、民俗、建筑、艺术、宗教、肖像十大类，收录各种历史地图、绘画、文物图片以及历史照片等。

## 清史编纂委员会成员
2002年12月12日成立的国家清史编纂委员会的成员包括：
- 主任：戴逸
- 副主任：马大正、朱诚如、成崇德
- 委员：王晓秋、冯尔康、吴建雍、张岂之、张海鹏、李文海、李治亭、李致忠、杨念群、杨珍、邹爱莲、陈祖武、陈桦、经君健、姜义华、姜涛、桑兵、郭成康、章开沅、黄兴涛、龚书铎

## 批评
从提议重修清史到清史编修工程正式启动以来，该计划在一部分学者看来存有争议。有人表示反对“官修正史”，认为国家没必要投入大量经费、组织专门力量编修正史，也有学者表示编修工程采用“承包”的办法并不是做学问的合理方式。
美籍华人历史学家余英时反对“盛世修史”的观念，认为重修清史和夏商周断代工程一样都是为了满足中国政府的政治目的。他同时表示研究历史不需要一本定史，并认为中国当代有足够水准的清史研究专家太少，无法编出一部高质量的大型史书。
哈佛大學歷史教授歐立德在傳聞《清史》未過政審後稱，编纂工作刚开始时，“儘管終究是为政治服务的学术项目，学术仍是第一位”，“而如今政治是第一位，这些学者寫好的篇幅对他们而言就沒用了。”